# Powiat de Cieszyn
Le powiat de Cieszyn (en polonais : powiat cieszyński) est un powiat appartenant à la voïvodie de Silésie dans le sud de la Pologne.

## Division administrative
Le powiat comprend 12 communes :

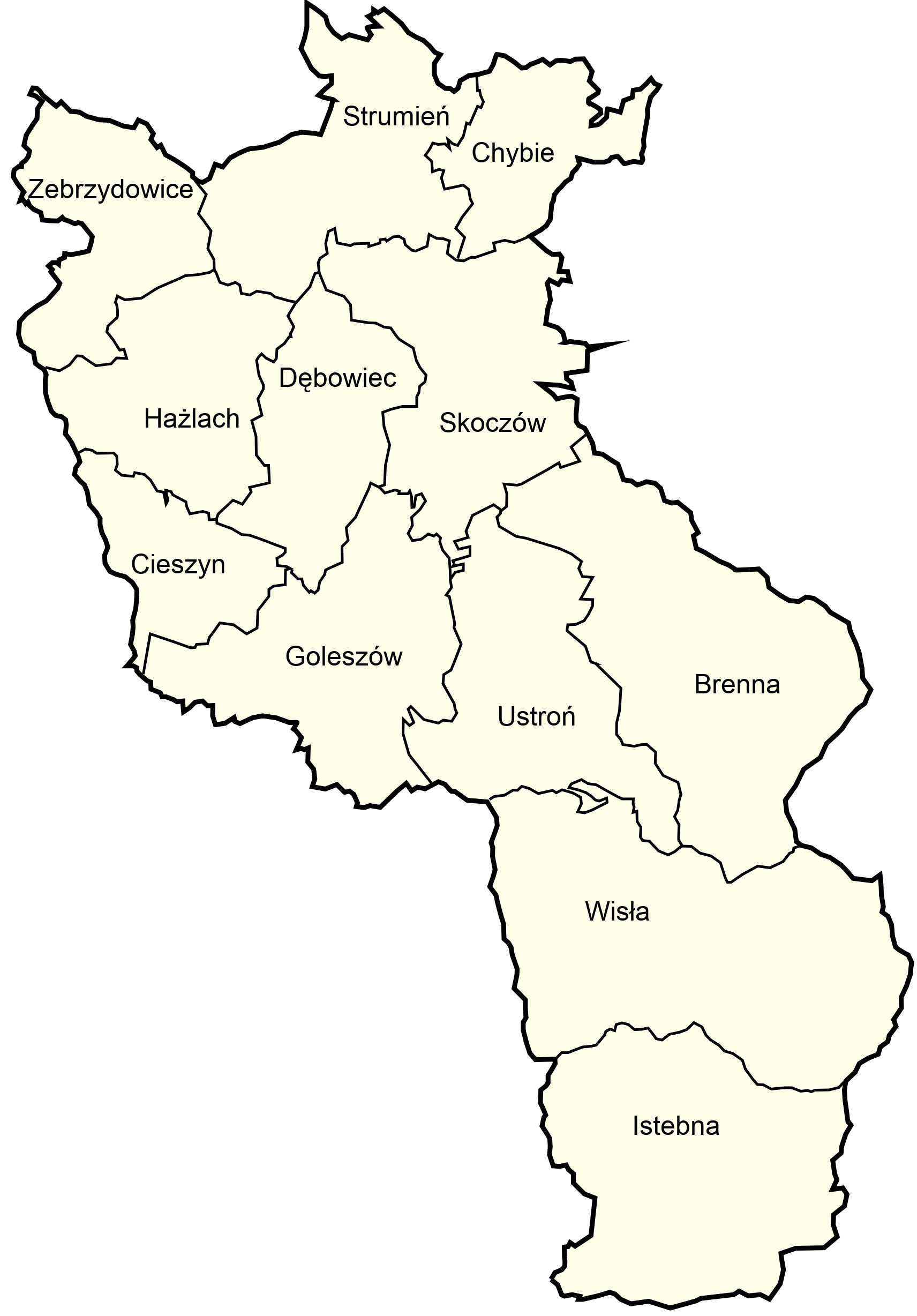
Carte du powiat

- 3 communes urbaines : Cieszyn, Ustroń et Wisła ;
- 7 communes rurales : Brenna, Chybie, Dębowiec, Goleszów, Hażlach, Istebna et Zebrzydowice ;
- 2 communes mixtes : Skoczów et Strumień.